# Amen (canção de Halestorm)
"Amen" é uma canção da banda de hard rock americana Halestorm. É o segundo single no terceiro álbum de estúdio da banda Into The Wild Life.

## Informações sobre a canção
A vocalista Lzzy Hale afirmou em entrevistas que a música é sobre a liberdade que as pessoas tem de fazer o que elas quiserem, sem se preocupar com a opinião dos outros.

## Desempenho nas paradas musicais
A canção era o terceiro número deles no gráfico da Mainstream Rock, permitindo que eles se empatassem com The Pretty Reckless, sendo as duas bandas com vocais feminino a ter o número mais significativo nessa parada.

### Posições
| Parada (2015)                                           | Melhor posição |
| ------------------------------------------------------- | -------------- |
| Estados Unidos (Billboard Hot Rock & Alternative Songs) | 38             |
| Estados Unidos (Billboard Rock Airplay)                 | 19             |
| Estados Unidos (Billboard Mainstream Rock)              | 1              |